# Marie Parent (féministe)
Pour les articles homonymes, voir Marie Parent (homonymie) et Parent.
Marie Parent, née à Bruxelles le 20 décembre 1853 et morte en décembre 1934, est une éditrice et militante féministe et antialcoolique belge.

## Biographie

### Origine et vie familiale
Marie Parent est la fille de Jean-Jacques Florimond Parent, imprimeur installé sur la Grand-Place de Bruxelles, et de Marie de Vogelsang, fille d'un officier belge, cantonnée à Vienne, en Autriche. Dans sa jeunesse, elle tient avec une de ses sœurs la pension de famille « Le Belvédère », située près du lac de Genval, au sud-est de Bruxelles.

### Carrière d'éditrice
Élevée dans le monde de l'édition, elle dirige la maison d'édition familiale pendant près de trente ans, après la mort de son mari en 1859.
Dans le courant de l’année 1889, elle se lance dans l’édition d’une revue destinée à la jeunesse, La petite revue belge dans le but que les jeunes bénéficient d’un journal d’information belge discutant de leur quotidien et leur apprenant en s'amusant. D'abord hebdomadaire, la revue devient bimensuelle. Elle est éditée par Marie Parent durant cinq années.
En 1892, elle publie un recueil de lectures pour adolescent La Belgique pittoresque, monumentale et littéraire, dans le but de leur donner envie de s’intéresser à la géographie, à l’histoire et aux écrivains belges.

### Vie militante

#### Militantisme contre l'alcoolisme
Dès 1890, Marie Parent milite activement contre les ravages de l’alcool au sein de la ligue patriotique contre l’alcoolisme. Elle publie Le rôle de la femme dans la lutte contre l’alcoolisme une brochure à l'adresse des femmes de la classe ouvrière, trop souvent victimes de violences conjugales en raison de l'abus d'alcool, afin de les informer sur leurs droits. Traduite en quatre langues, sa brochure est rééditée à deux reprises.
En 1899, elle devient l’une des principales gérantes de l’Union des femmes belges contre l’alcoolisme, une association qui se fait connaître en ouvrant des cafés et restaurants sans alcool à Bruxelles et à Liège.
En 1905, elle quitte l’Union des femmes belges contre l’alcoolisme, qui prône l’abstinence totale d’alcool, pour fonder l'Alliance des femmes contre les abus de l'alcool, qu'elle préside et qui prône la diminution de la consommation d'alcool. L’idée de base de cette association est de créer des « centres d’internement »[précision nécessaire] pour les personnes alcooliques dans le double objectif de mettre les familles à l'abri des violences dues à l'alcool et de soigner les personnes atteintes d'alcoolisme. Elle parcourt la Belgique et se rend à l'étranger afin d'y donner des conférences et d'y rencontrer les pouvoirs publics.
En 1900, Marie Parent crée la revue Le journal des mères, qui a une vocation didactique et sociale, où elle plaide en faveur de l’amélioration des logements familiaux et de l’éducation ménagère. Elle assumera seule pendant plus de trente ans la rédaction et l’administration de cette revue. Grâce à cette revue, elle remporte le prix Adelson Castiau de l’Académie royale de Belgique en 1908 et une médaille d'or lors de l'exposition universelle de Bruxelles de 1910.
En 1911, elle est élue déléguée au congrès antialcoolique de La Haye qui entend inciter les Ligues de tempérance à convaincre leurs gouvernements de créer des « centres d’accueil / internement pour alcooliques ». S'engageant dans ce sens, elle fait signer des pétitions, donne des conférences et publie des broches et des contes illustrés, les contes tragiques de Marie Parent,. Elle organise des campagnes d’affichage et des représentations théâtrales sur l'alcoolisme, notamment dans les écoles. Le roman d'Émile Zola L'Assommoir, est mis en scène à l'Alhambra devant 4 000 spectateurs.
En 1906, Bruxelles met le théâtre flamand à la disposition de son association l'Alliance des femmes contre les abus de l’alcool. Le Toekomst, un groupe d’artistes anversois, y présente deux drames antialcooliques. Émile Vandervelde, leader socialiste et militant antialcoolique, y prononce un réquisitoire contre l’abus l’alcool.

#### Militantisme féministe
En 1892, elle rejoint la ligue belge du droit des femmes à sa création. À cette époque, la lutte antialcoolique figure parmi les premières revendications des féministes belges en raison des ravages de l'alcool dans la population ouvrière et de ses conséquences sur la vie des ouvrières.
En 1897, Marie Parent co-organise le Congrès international féministe de Bruxelles. Elle y préside les réunions consacrées aux droits économiques de la femme : entrée dans les conseils de prud’homme, chargés de gérer les problèmes et litiges entre les salariés et les employeurs, liberté du travail et accès à toutes les professions.
Au sein de la ligue, elle défend la recherche de paternité, à l'époque interdite par la loi, et publie en 1904 un manifeste intitulé La recherche de paternité. Une loi est votée dans ce sens en 1908 mais contient de nombreux manques et restrictions[Lesquels ?].
En 1905, les différentes organisations féministes belges se regroupent au sein d’un groupe national des féministes de Belgique. Marie Parent y préside la section hygiène.
En 1910, elle rejoint la Société pour la coéducation, qui vient d'être créée pour défendre la mixité scolaire dès le plus jeune âge.
En 1912, elle accède à la présidence de la ligue belge du droit des femmes à la suite de la démission de Marie Popelin pour cause de maladie.
Lors du second congrès international de la ligue à Bruxelles, une section complète est consacrée à la situation politique de la femme. Cependant, la question du suffrage y reste accessoire. Marie Parent intervient en faveur du droit de vote des femmes : « [...] aussi longtemps que la femme ne sera pas électrice, il lui sera impossible d’obtenir en toute matière la protection légale à laquelle elle a droit [...] ». Sa préoccupation majeure reste la lutte contre l’alcoolisme et ses conséquences. Après cette intervention, les féministes belges adoptent des slogans tels que « le vote des femmes est le seul moyen de lutter victorieusement contre l’alcoolisme ».
Lors de l’année 1913, la Ligue belge du droit des femmes accepte de faire partie de la Ligue pour le suffrage féminin. Cependant, la majorité des activités concernent toujours l’égalité civile et économique : la réforme des régimes matrimoniaux et les droits des femmes au travail demeurent l'objectif principal de la majorité des mobilisation, au détriment de la lutte pour l'égalité politique. En comparaison du suffrage et de la lutte pour l’égalité politique, le féminisme belge serait donc en retard de quelques années par rapport aux féminismes voisins.
Durant la Première Guerre mondiale, Marie Parent publie un petit livre de recettes sans viande et à base de céréales permettant de se nourrir sainement et à moindre cout.
En 1919, elle appelle avec Léonie La Fontaine à la création d'un parti politique des femmes belges : en 1921, elles créent le Parti général des femmes Belges.
Elle milite dans son Journal des mères pour la régénération humaine et l’éducation sexuelle des filles.
En 1920, Marie Parent fonde la Ligue belge des femmes rationalistes, qui comptera 20 000 affiliées[Quand ?].